# 冨田恭彦
冨田 恭彦（とみだ やすひこ、1952年2月 - ）は、日本の哲学者。専門は科学哲学（観念・粒子仮説・根本的解釈・言語哲学・観念説）。学位は、文学博士（京都大学・1995年）（学位論文『ロック哲学の隠された論理』）。京都大学名誉教授。

## 経歴・活動
香川県生まれ。1970年香川県立丸亀高等学校卒業。1975年京都大学文学部哲学科卒業。81年同大学大学院文学研究科博士後期課程研究指導認定退学。95年『ロック哲学の隠された論理』で京都大学より文学博士の学位を取得。京都教育大学助教授、ハーバード大学客員研究員、京都大学大学院人間・環境学研究科教授。2017年定年退任、名誉教授となる。
現象学・分析哲学の研究を基盤としながら、原子論の復活と連動して形成された西洋近代観念説（表象説）の論理の解明を進めている。ハーバード留学中に執筆した『ロック哲学の隠された論理』の英語版 Idea and Thing: The Deep Structure of Locke’s Theory of Knowledge がイギリスの専門誌 British Journal for the History of Philosophy や Locke Newsletter で高く評価されたあと、ロック、バークリ、カントの批判的読解を進め、その成果を海外の専門誌、論文集等で発表し続けている。2004年にオックスフォードで開催されたロック没後300年記念学会 John Locke Tercentenary Conferenceで招待講演を行うなど、海外での仕事が多い。国内では、「科学哲学者柏木達彦シリーズ」（ナカニシヤ出版、角川文庫）、「生島圭シリーズ」（講談社現代新書）等の、入門書執筆を進めている。

## 著作

### 著書
- 『ロック哲学の隠された論理』勁草書房 1991
- 『クワインと現代アメリカ哲学』世界思想社 1994
- Idea and Thing: The Deep Structure of Locke's Theory of Knowledge, in Analecta Husserliana, 46 (Dordrecht: Kluwer, 1995)
- 『アメリカ言語哲学の視点』世界思想社 1996　
  - 『アメリカ言語哲学入門』ちくま学芸文庫 2007
- 『科学哲学者柏木達彦の多忙な夏 科学ってホントはすっごくソフトなんだ、の巻』ナカニシヤ出版 1997
  - 『科学哲学者柏木達彦の多忙な夏 科学がわかる哲学入門』角川ソフィア文庫 2009
- 『科学哲学者柏木達彦の冬学期 原子論と認識論と言語論的転回の不思議な関係、の巻』ナカニシヤ出版 1997 
  - 『科学哲学者柏木達彦の哲学革命講義』角川ソフィア文庫 2009
- 『科学哲学者柏木達彦の秋物語 事実・対象・言葉をめぐる四つの話、の巻』ナカニシヤ出版 1998
  - 『科学哲学者柏木達彦のプラトン講義』角川ソフィア文庫 2010
- 『哲学の最前線 ハーバードより愛をこめて』講談社現代新書 1998
- 『科学哲学者柏木達彦の春麗ら 心の哲学、言語哲学、そして、生きるということ、の巻』ナカニシヤ出版 2000
- Inquiries into Locke's Theory of Ideas (Hildesheim, Zuerich and New York: Georg Olms, 2001)
- 『科学哲学者柏木達彦の番外編  翔と詩織、あるいは、自然主義と基礎づけ主義をめぐって、の巻』ナカニシヤ出版 2002
- 『観念論ってなに? オックスフォードより愛をこめて』講談社現代新書 2004
- 『対話・心の哲学 京都より愛をこめて』講談社現代新書 2005
- 『観念説の謎解き ロックとバークリをめぐる誤読の論理』世界思想社 2006
- The Lost Paradigm of the Theory of Ideas: Essays and Discussions with John W. Yolton(Hildesheim, Zuerich and New York: Georg Olms, 2007)
- Quine, Rorty, Locke: Essays and Discussions on Naturalism (Hildesheim, Zuerich and New York: Georg Olms, 2007)
- Locke, Berkeley, Kant: From a Naturalistic Point of View (Hildesheim, Zuerich and New York: Georg Olms, 2012)
- 『観念論の教室』ちくま新書、2015
- 『ローティ　連帯と自己超克の思想』筑摩選書、2016
- 『カント哲学の奇妙な歪み　『純粋理性批判』を読む』 岩波現代全書、2017
- 『カント入門講義　超越論的観念論のロジック』 ちくま学芸文庫、2017
- 『ロック入門講義　イギリス経験論の原点』ちくま学芸文庫、2017
- 『カント批判　『純粋理性批判』の論理を問う』勁草書房、2018
- 『デカルト入門講義』ちくま学芸文庫、2019
- 『バークリの『原理』を読む　「物質否定論」の論理と批判』勁草書房、2019
- 『詩としての哲学　ニーチェ・ハイデッガー・ローティ』講談社選書メチエ、2020

### 論文
- "Descartes, Locke, and 'Direct Realism'," in Stephen Gaukroger, John Schuster, and John Sutton (eds.), Descartes' Natural Philosophy (London: Routledge, 2000), 569–75.
- "Locke, Berkeley, and the Logic of Idealism," Locke Studies, 2 (2002), 225–38.
- "Locke, Berkeley, and the Logic of Idealism II," Locke Studies, 3 (2003), 63–91.
- "Sensation and Conceptual Grasp in Locke," Locke Studies, 4 (2004), 59–87.
- "'Separation' of Ideas Reconsidered: A Response to Jonathan Walmsley," Locke Studies, 5 (2005), 39–56.
- "Locke's Representationalism without Veil," British Journal for the History of Philosophy, 13 (2005), 675–96.
- "Locke's 'Things Themselves' and Kant's 'Tings in Themselves': The Naturalistic Basis of Transcendental Idealism," in Sarah Hutton and Paul Schuurman (eds.), Studies on Locke: Sources, Contemporaries, and Legacy (Dordrecht: Springer, 2008), 261–75.
- "Davidson-Rorty Antirepresentationalism and the Logic of the Modern Theory of Ideas," in Randall E. Auxier and Lewis Edwin Hahn (eds.), The Philosophy of Richard Rorty (Chicago and La Salle: Open Court, 2010), 293–309.
- "The Lockian Materialist Basis of Berkeley's Immaterialism," Locke Studies, 10 (2010), 179–97.
- "Ideas without Causality: One More Locke in Berkeley," Locke Studies, 11 (2011), 139–54.

### 翻訳
- 連帯と自由の哲学 二元論の幻想を越えて リチャード・ローティ 岩波書店 1988.5
- 文化政治としての哲学　リチャード・ローティ 戸田剛文共訳、岩波書店 2011.11